# Каљуб
Каљуб (арап. قليوب) је град у Египту у гувернорату Каљубија. Према процени из 2008. у граду је живело 108.573 становника.

## Становништво
Према процени, у граду је 2008. живело 108.573 становника.
| 1986.  | 1996.  | 2006.   |
| ------ | ------ | ------- |
| 84.413 | 97.157 | 106.804 |